# Галакси Експрес
Galaxy Express е гаражна рок група от Южна Корея.
Създадена през 2006 г., групата веднага става известна с енергичното си сценично присъствие. Те печелят висока оценка от Ню Йорк Таймс, MTV Iggy, както и други международни медии. Главният китарист и вокал Park Jong-hyun е бивш член на групата Mogwai, а басиста и вокал Lee Ju-hyun е един от основателите на стрийт пънк групата Rux, Oi! групата Captain Bootbois, и пънк групата Ghetto Bombs.
Те създават лейбъла Love Rock Company заедно с корейската рок група Telepathy. Техният албум от 2010 – Wild Days е написан и записан в рамките на един месец, като един вид високо профилиран социален медиен експеримент.

## Международни турнета
Galaxy Express свири на фестивала SXSW два пъти. Първото им пътуване до фестивала в Austin е част от турнето Seoulsonic през 2011 успоредно с Idiotape и Vidulgi Ooyoo. През 2012 те се завръщат на фестивала SXSW самостоятелно, което им дава възможността да правят концерти в Северна Америка по-свободно. Това турне им дава възможността да споделят една сцена заедно с Crying Nut, 3rd Line Butterfly и Yellow Monsters. Те правят много концерти в САЩ, Канада, Франция, Тайван и Хонг Конг.
Техните пътувания са документирани през 2012 във филма Turn It Up to 11, Part 2: Wild Days.

## Обвинения за наркотици
Lee Ju-hyun бива арестуван заради притежание на марихуана на 2 юли 2013. По това време, Galaxy Express участват в щоуто на mNet Band Generation и стигат до финалния кръг, където щяха да се изправят срещу Daybreak и Romantic Punch. Ареста кара mNet да спре финалното представление. Lee и преди е бил арестуван за употреба на наркотици.

## Състав на групата
- Lee Ju-hyun: бас-китара, вокали
- Park Jong-hyun: китара, вокали
- Kim Hee-kwon: барабани

## Дискография
- To the Galaxy EP (2007)
- Ramble Around EP (2007)
- Noise on Fire (2008)
- Come On & Get Up! EP (2009)
- Wild Days (2010)
- Naughty Boy split with Crying Nut (2011)

## Референция
1. ↑  Twitch, Jon. Galaxy Express //   Broke in Korea, Spring 2009.  Архивиран от оригинала. Посетен на 31 януари 2014.
2. ↑  P, Chris. Interview with Galaxy Express (갤럭시 익스프레스) //   Korean Indie, 6 март 2013. Посетен на 31 януари 2014.
3. ↑  farahj. Bands We Like: Korea’s Galaxy Express are Noise on Fire //   MTV Iggy, 10 май 2011. Посетен на 31 януари 2014.
4. ↑  Dunbar, Jon. Korean indie bands head to North America //   Korea.net, 28 февруари 2012. Посетен на 31 януари 2014.
5. ↑  Lindgren Lee, Anna. Mini-Interview with Galaxy Express //   Korean Indie, 19 януари 2012.  Архивиран от оригинала. Посетен на 31 януари 2014.
6. ↑  Baek, Seung-hwa. Turn It Up to 11, Part 2: Wild Days //    Архивиран от оригинала на 2014-02-01. Посетен на 31 януари 2014.
7. ↑  'Band Generation' finalist Galaxy Express' Lee Joo Hyun arrested for smoking marijuana + Mnet reviewing the situation //   All K-Pop, 3 юли 2013. Посетен на 31 януари 2014.
8. ↑  Galaxy Express' Lee Joo-hyun Arrested For Marijuana Use //   KBS World, 3 юли 2013.  Архивиран от оригинала на 2014-02-02. Посетен на 31 януари 2014.
9. ↑  Park, Se-yeon. Another Galaxy Express Member Questioned Over Marijuana Usage //   Soompi, 9 юли 2013.  Архивиран от оригинала на 2014-02-01. Посетен на 31 януари 2014.
10. ↑  Lent, Jesse. Galaxy Express Bassist Lee Joo Hyun Arrested For Smoking Marijuana After Group Makes Final Round Of 'Band Generation' //   KpopStarz, 3 юли 2013.  Архивиран от оригинала на 2014-02-01. Посетен на 31 януари 2014.